# Surendra de Nepal

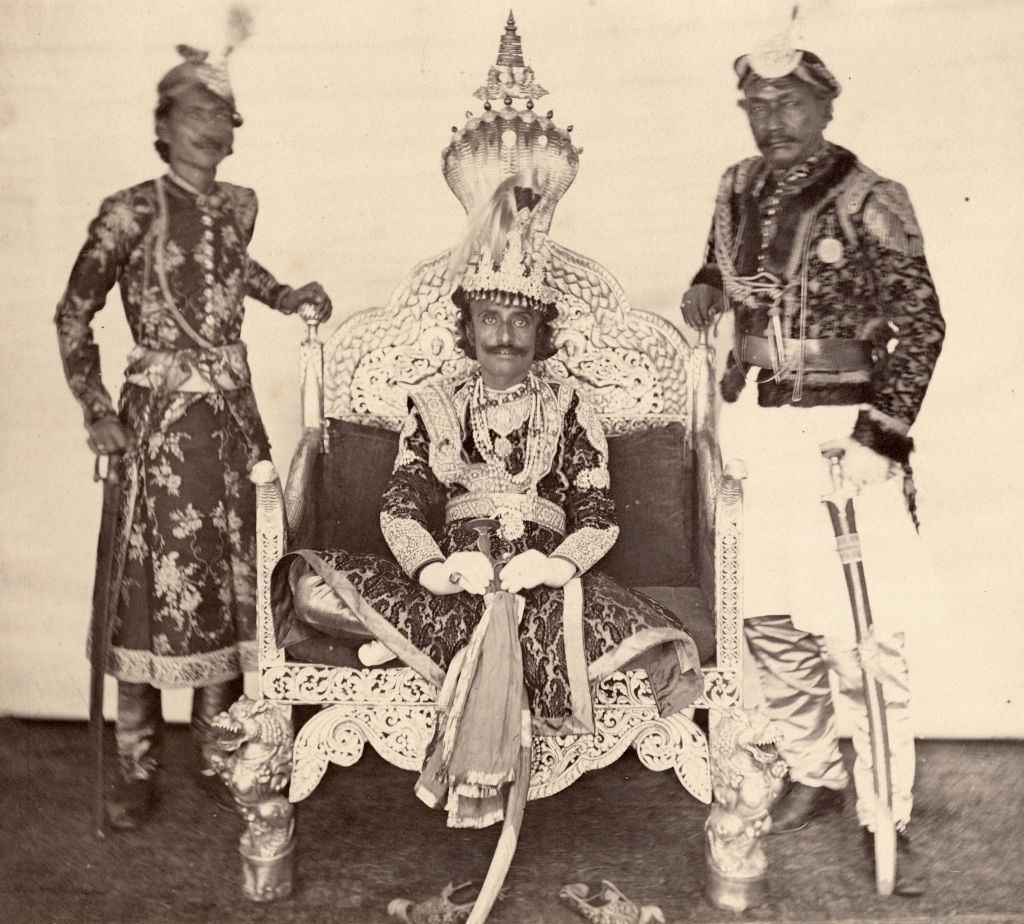
Surendra Bikram Shah, Rey de Nepal

Surendra Bikram Shah (Basantapur, 20 de octubre de 1829 - ibídem, 17 de mayo de 1881) fue Rey de Nepal desde 1847 hasta su muerte. Ascendió al trono a los 18 años, después de que su padre, el Rey Rajendra de Nepal renunciara en su favor. Fue uno de los primeros sobrevivientes a la masacre del Kot (palacio de arsenal) de Katmandú, cuando siete miembros de la familia Rana, entre ellos Jang Bahadur Rana, combatieron en contra de más de un centenar de nobles que fueron masacrados. Esto llevó al poder a los Rana, que convirtieron a la familia Shah en meros títeres, mientras ellos retenían en su poder el cargo de primer ministro de Nepal, el cual tenía la característica de ser heredable.
Surendra murió relativamente joven, y fue sucedido por su pequeño hijo Prithvi Bir Bikram Shah, que se convirtió en rey a los cinco años. Su padre, Rajendra, falleció dos meses después que él.